# Martin Chudoba
Martin Chudoba (* 13. září 1969) byl český politik, v 90. letech 20. století poslanec České národní rady a Poslanecké sněmovny za KSČM (v koalici Levý blok), později za stranu Levý blok.

## Biografie
Do vrcholné politiky se zapojil po sametové revoluci. Na svém 1. sjezdu v březnu 1991 ho Komunistický svaz mládeže zvolil svým předsedou.
Ve volbách v roce 1992 byl zvolen do České národní rady za koalici Levý blok, kterou tvořila KSČM a menší levicové skupiny (volební obvod Severočeský kraj). Zasedal ve výboru pro vědu, vzdělání, kulturu, mládež a tělovýchovu.
V březnu 1993 patřil mezi členy KSČM, kteří požadovali svolání mimořádného zasedání ÚV KSČM s cílem odvolat předsedu strany Jiřího Svobodu. V listopadu 1993 se po transformaci Komunistického svazu mládeže na Ligu levicové mládeže stal členem její kontrolní komise. Prosazoval tehdy pojetí této mládežnické organizace jako nadstranického levicového sdružení, které není přímo ovládáno politickými stranami.
Od vzniku samostatné České republiky v lednu 1993 byla ČNR transformována na Poslaneckou sněmovnu Parlamentu České republiky. Během volebního období Chudoba v únoru 1994 vystoupil z KSČM (stranu označil za netransformovatelnou) a přešel do strany Levý blok (skupina reformní levice, která po rozpadu koalice Levý blok přijala název této střechové platformy a v parlamentu působila nezávisle na KSČM). Zasedal pak v politické radě Levého bloku.
Za Levý blok neúspěšně kandidoval ve sněmovních volbách roku 1996.